# Таиту Бетул
Таи́ту Бету́л (также Таиту) (1851 год, Эфиопия — 11 февраля 1918 года, Аддис-Абеба, Эфиопия) — императрица Эфиопии с 1889 по 1913 год и жена императора Менелика II. Влиятельная фигура антиколониального движения во время драки за Африку конца XIX века, она вместе со своим мужем считается основательницей современной столицы Эфиопии Аддис-Абебы в 1886 году.

## Семья и происхождение
Таиту Бетул родилась в 1851 году (точная дата не известна) в Эфиопии в аристократической семье, будучи третьим ребёнком из четырёх. Во время феодальной раздробленности в Эфиопии предки Таиту правили в провинции Семиен по разрешению императора Сусениоса. Её отец, рас Бетул хайле Мариам, происходил из династии Соломонидов, имел дальние родственные связи с императорской семьей, а бабка — мать раса Бетула — была дочерью раса Гуги, выходца из народа оромо, перешедшего в христианство из ислама и занимавшего пост регента в Гондэре в период «Эры принцев». Мать будущей императрицы, Июбдар, также происходила из знатной гондэрской семьи. Наконец, широко известен в империи был дядя Таиту, дэджазмач Вубе хайле Мариам, в 1840-х годах правивший в Северной Эфиопии и бывший конкурентом эфиопского императора Теодроса II.

## Императрица

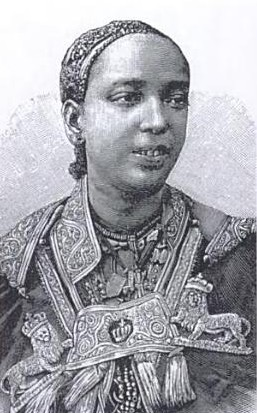
Таиту Бетул в молодости

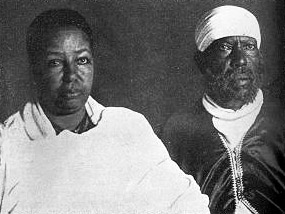
Таиту и Менелик II в преклонные годы

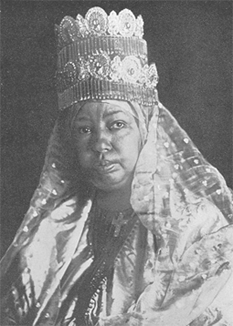

После четырёх неудачных браков Таиту вышла замуж за царя Шоа, будущего императора Менелика II, и в 1889 году, после его восхождения на престол, стала императрицей Эфиопии.
В отличие от предыдущих супруг эфиопских императоров, Таиту Бетул играла в политической жизни государства важную роль и принимала в ней непосредственное участие. В частности, она возглавляла консервативную фракцию при дворе, сопротивлявшуюся модернистам и прогрессистам, стремившимся преобразовать Эфиопию по европейскому образцу. По словам историков, император всегда консультировался с ней перед принятием важных решений. 
Перед Первой итало-эфиопской войной она занимала жёсткую позицию по отношению к Италии и её стремлению превратить Эфиопию в свой протекторат. Таким образом, императрица Тайту была ключевым игроком в конфликте вокруг неравноправного Уччальского договора и первой побудила колеблющегося негуса выступить против европейской колонизации. Когда начались военные действия, Таиту лично отправилась на север страны с мужем и возглавляемой им Императорской армией. Она присутствовала на позициях и командовала отрядом канониров во время битвы при Адуа в марте 1896 года, которая окончилась разгромом итальянских войск, что привело к капитуляции Италии. Эта победа стала самой значимой для любой африканской армии, сражавшейся с европейским колониализмом. 
Однако в 1900-х годах императрица стала терять свою популярность в народе. Таиту, в отличие от своего супруга, была куда более категорична и неуступчива по отношению к проблемам своих подданных, что не могло не сказаться на их отношении к ней. Ситуация обострилась ещё сильнее, когда в 1906 году здоровье Менелика II ухудшилось, и Таиту начала принимать решения самостоятельно, от его имени. Императрица злоупотребляла кумовством, назначая на государственные должности своих родственников и фаворитов и возмущая этим своих политических соперников. Особенное негодование это вызывало среди аристократов Тиграи и Шоа, а также сторонников формального наследника престола Лиджа Иясу, опасавшихся перехода власти в руки Таиту после смерти императора. Так, в 1910 году она была вынуждена уйти с политической арены, уступив место регента расу Тессеме Надеу.

## Последние годы
До самой смерти Менелика II в 1913 году Таиту ухаживала за больным мужем. После его кончины на трон взошел Иясу. Он выслал вдовствующую императрицу в старый дворец в Энтото, где когда-то состоялась коронация её и Менелика.
Когда в 1916 году в Эфиопии произошел дворцовый переворот, и к власти пришла Заудиту, дочь Менелика II от другого брака, она вновь пригласила Таиту в Аддис-Абебу. Вернувшись, та поселилась в пригороде столицы, где и скончалась 11 февраля 1918 года. Похоронили Таиту Бетул рядом с супругом, в соборе Святой Троицы в Аддис-Абебе.